# Probolomyrmex boliviensis
Probolomyrmex boliviensis es una especie de hormiga del género Probolomyrmex, tribu Probolomyrmecini, familia Formicidae. Fue descrita científicamente por Mann en 1923.
Se distribuye por Bolivia, Brasil, Colombia, Costa Rica, Honduras, Panamá, Perú y Venezuela. Se ha encontrado a elevaciones de hasta 550  metros. Vive en la hojarasca, madera podrida, ramas y en el suelo.